# Incisencyrtus sirus
Incisencyrtus sirus är en stekelart som beskrevs av Prinsloo 1988. Incisencyrtus sirus ingår i släktet Incisencyrtus och familjen sköldlussteklar.
Artens utbredningsområde är Nigeria. Inga underarter finns listade i Catalogue of Life.